# Unihockey

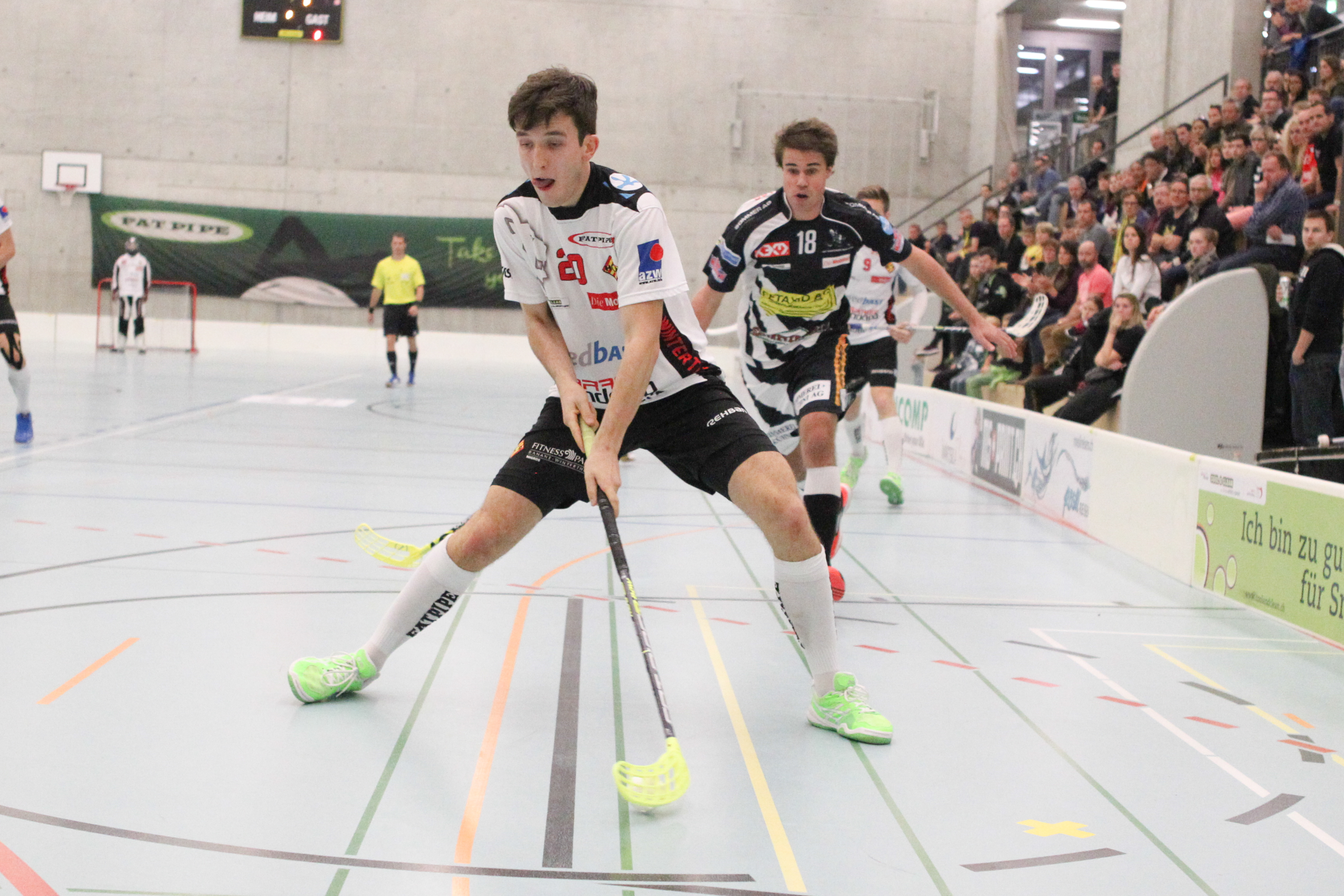
Unihockeyspiel in der Schweiz, HC Rychenberg gegen UHC Grünenmatt, Winterthur 2013

Unihockey oder Floorball ist eine Mannschaftssportart aus der Familie der Stockballspiele. Der Begriff Unihockey leitet sich ab aus Unihoc, dem schwedischen Hersteller der ursprünglichen Stöcke (Schläger) und Hockey. Der Sport stammt über Bandy vom Hockey ab. Unihockey wurde in den 1970er Jahren in Schweden (innebandy), Finnland (salibandy) und der Schweiz (Unihockey) gemeinsam entwickelt. Es handelt sich um ein dem Hallenhockey ähnliches Spiel, das jedoch deutlich mehr Ähnlichkeit mit Eishockey aufweist, da auch hinter den Toren gespielt werden kann und das gesamte Spielfeld mit einer Bande umgeben ist. Der Stock (Schläger) ist mit einer größeren Schaufel (Blatt, Kelle) ausgestattet als beim Feld- oder Hallenhockey. Am weitesten verbreitet ist die Sportart Unihockey mit mehreren zehntausenden Spielern derzeit in Schweden, Finnland, Tschechien und der Schweiz.

## Organisation
Der Unihockey-Weltverband ist die International Floorball Federation (IFF), die am 12. Mai 1986 im schwedischen Huskvarna von den Unihockey-Verbänden der Schweiz, Schwedens und Finnlands gegründet wurde. Die IFF hat ihren Sitz in Helsinki, Finnland.
Die IFF ist Mitglied der internationalen Dachorganisation der Sportverbände Sportaccord, vormals GAISF Global Association of International Sports Federations. Der Unihockey-Weltverband IFF hat derzeit 77 Mitglieder und strebt seit einer Strategiesetzung im Jahr 2008 die Etablierung von Unihockey in Multi-Sport-Veranstaltungen an. Dies gelang zunächst bei den World Games, bei denen man seit 2017 vertreten ist. Eine Aufnahme von Unihockey in das olympische Programm wird ebenfalls angestrebt, war bisher jedoch nicht erfolgreich.
Im Januar 2010 wurde Unihockey als Sportart von Special Olympics (SO) ebenfalls anerkannt. SO organisiert die Weltspiele für geistig und mehrfach behinderte Menschen. Unihockey war erstmals 2013 als Demonstrationssportart im Programm von SO vertreten. Der Unihockey-Weltverband IFF arbeitet außerdem mit der Internationalen Universitätssportsvereinigung Fédération Internationale du Sport Universitaire (FISU) zusammen.

## Unihockey-Spielfeld
Im Unihockey unterscheidet man zwischen Großfeld und Kleinfeld. Es befinden sich immer sechs Bullypunkte auf dem Spielfeld. In der Mitte befindet sich ein Mittelpunkt, der für das Anspiel genutzt wird. Neben dem Spielfeld befinden sich zwei Strafbänke, ein Spielsekretariat und zwei Spielerbänke.

### Großfeld

Unihockey-Großfeld

Das Großfeld wird von einer 50 cm hohen, abgerundeten Bande umschlossen. Das Spielfeld ist 40 m lang und 20 m breit. Es wird nahegelegt, außerhalb der Bande einen Sturzraum von mindestens 50 cm freizulassen.

### Kleinfeld
Das Kleinfeld wird von einer abgerundeten Bande umgeben, welche eine Höhe von 50 cm haben muss. Das Spielfeld hat eine Länge von 24 m und eine Breite von 14,5 m. Wie auch schon beim Großfeld muss ein Sturzraum von 50 cm vorhanden sein. Es dürfen maximal zwei Spielfelder in einer Halle aufgestellt werden.

## Ausrüstung

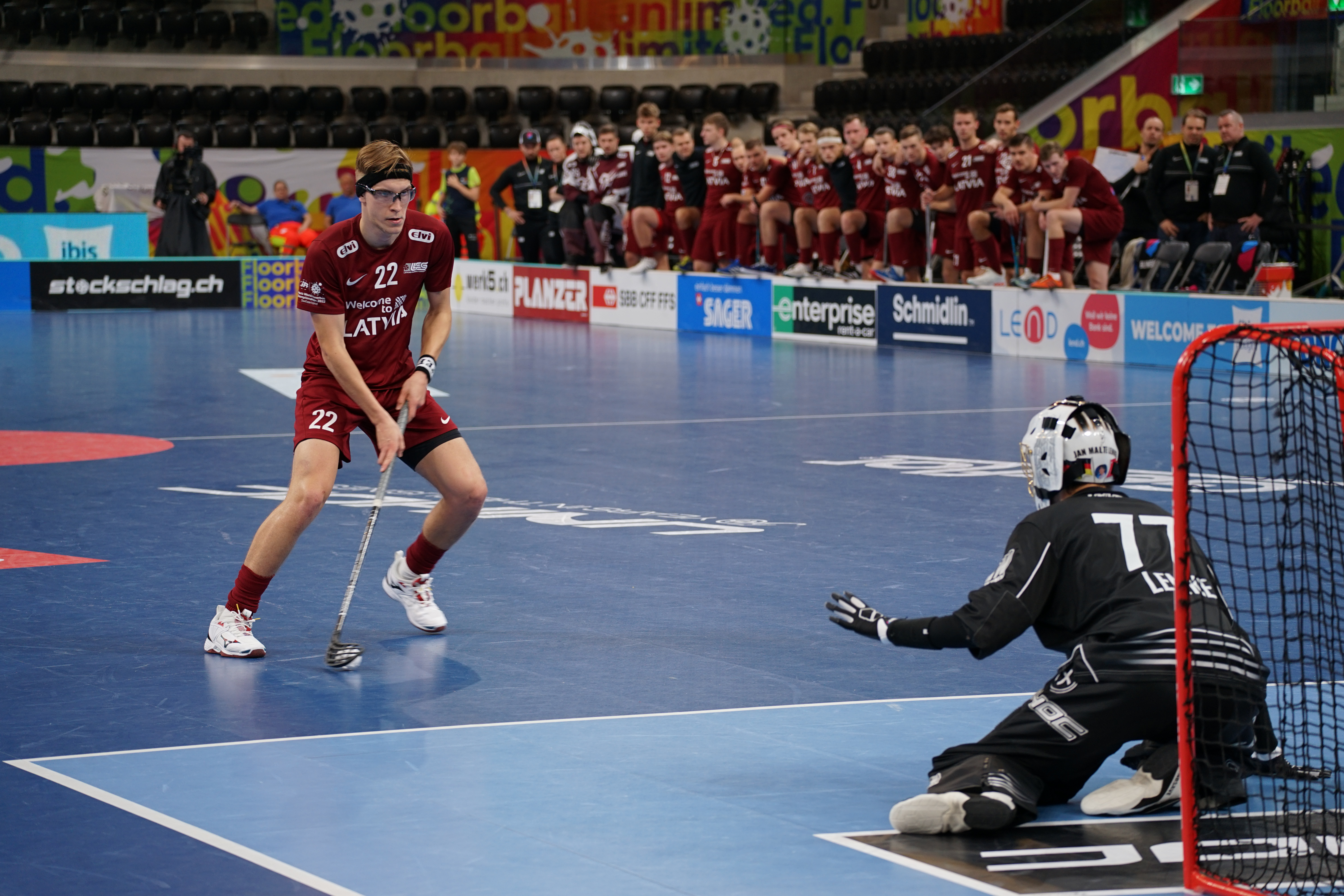
Spielfeld mit Banden und Tor, Spieler mit Sportkleidung, Stock und Schutzbrille, Torwart ohne Stock und mit spezieller Schutzausrüstung inklusive Helm

Zur Ausrüstung eines Unihockey-Feldspielers gehört neben der üblichen Sportausrüstung (Hallenschuhe, Trikot, Hose, Stutzen) nur der Unihockeystock. Der Torhüter trägt lange, gepolsterte Hosen, unter denen er spezielle Knie- und Schienbeinschützer trägt, außerdem Goalieschuhe, einen Brustpanzer sowie ein gepolstertes Oberteil (oft in den Teamfarben), einen Tiefschutz und gelegentlich auch Handschuhe. Ein Helm mit einem Gitter zum Gesichtsschutz vervollständigt seine Ausrüstung. Diese Bekleidung darf nur dem eigenen Schutz dienen, nicht aber der Vergrößerung der Abwehrfläche. Im Gegensatz zu anderen Hockeyarten (ausgenommen Bandy) spielt hier der Torhüter immer ohne Stock. Außerdem agiert der Torhüter in akuten Abwehrsituationen auf seinen Knien vor dem Tor, weshalb er die genannte Schutzausrüstung trägt.
Sowohl Stöcke, Bälle und Tore als auch die Spielfeldbande müssen bauartgeprüft sein und mit einer entsprechenden Vignette (Zulassungskennzeichen) des von der IFF beauftragten Prüfinstituts SP (Sveriges Provnings- och forskningsinstitut) ausgestattet sein. Bei Unihockey-Torwarthelmen reicht hingegen die CE-Kennzeichnung zum Eignungsnachweis für das Unihockey-Spiel aus.

### Unihockeyball

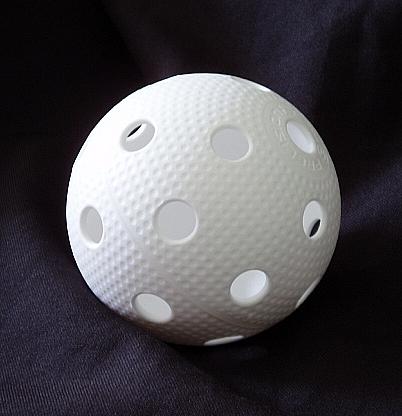
Ein Unihockeyball mit aerodynamisch veränderter Oberfläche (Dimples)

Grundlage für die Entwicklung des Unihockeyballes war ein aus dem Wiffleball entlehnter Trainingsball (siehe hierzu zum Beispiel den „Cosom Wiffle Ball“). Der Unihockeyball besteht aus dem Kunststoff Polyethylen (PE) und hat 26 Löcher. Dieser sogenannte Lochball wiegt nur 23 Gramm und hat einen Außendurchmesser von 72 mm. Gefertigt wird ein solcher Ball überwiegend aus zwei meist weiß eingefärbten Halbschalen.
Der Unihockey-Weltverband International Floorball Federation (IFF) setzte ab 2004 bei Weltmeisterschafts- und Europapokalspielen den gelblich gefärbten Ball „Precision Vanilla“ der Firma Exel ein, der aufgrund seiner äußeren Oberflächenstruktur mit Dellen (Dimples) versehen bei gleichen geometrischen Abmessungen verbesserte aerodynamische Eigenschaften haben soll. Andere Hersteller haben in der Folge ihre Bälle ebenfalls mit unterschiedlichen Dellenmustern versehen. Ab der Damen-Weltmeisterschaft 2011 in der Schweiz verwendete die IFF den „Reactor Cr8er“ in der Farbe Orange. Seit 2019 ist der weiße Ball „Dynamic“ von Unihoc, dem neuen offiziellen Ausrüster, der offizielle Spielball der IFF. Die Oberfläche dieses Balls ist nicht von Dimples, sondern von verschieden tiefen Rillen geprägt.

### Unihockey-Stock
Der Unihockeystock ist zweiteilig (Schaft plus Schaufel / Blatt / Kelle) und besteht aus Kunststoff, wobei höherwertige Unihockeystöcke einen konischen Schaft aus kohlenstofffaserverstärktem Kunststoff haben, meist auch mit Titan oder Bor verstärkt. Außerdem haben die teureren Schäfte einen feinen Kohlenstoffbelag. Die dort angeschraubte Schaufel ist ein Verschleißteil, das aus Thermoplasten im Spritzgussverfahren hergestellt wird. Eine Abschlusskappe sowie ein Griffband vervollständigen den Unihockey-Stock.
Ein Stock darf laut International Floorball Federation (IFF) nicht länger als 114 cm und nicht schwerer als 380 Gramm sein und ist damit kürzer als ein Eishockeyschläger. Wird ein Unihockey-Stock im Wettspielbetrieb eingesetzt, so muss auf dem Schaft ein Prüfzertifikat der IFF aufgeklebt oder aufgedruckt sein, um den Nachweis der Bauartprüfung zu erbringen. Es ist nur das Kürzen des Schafts erlaubt. Zudem darf er nur oberhalb der Griffmarkierung mit einem Griffband überklebt werden. Die Schaufel darf in ihrer Krümmung geändert werden. Diese darf 30 mm allerdings nicht übersteigen. Sie kann ausgewechselt werden durch eine Schaufel des gleichen Herstellers, muss aber fest am Schaft sitzen und darf sich nicht bewegen.

### Unihockey-Tor
Auf dem Unihockey-Großfeld und -Kleinfeld werden große Tore mit Torhüter eingesetzt. Die Tore haben die Abmessungen (H × B × T) von 115 × 160 × 65 cm. Diese von der IFF zertifizierten Tore sind als Stahlrohrschweißkonstruktion mit einem roten Farbanstrich versehen. Sie sind mit einem Tornetz sowie einem Tropfnetz ausgestattet. Das Tornetz deckt das gesamte Tor bis auf die Eintrittsöffnung und den Boden vollständig ab. Das Tropfnetz hängt versetzt hinter der Toröffnung und soll im Falle eines Torerfolges den sofortigen Wiederaustritt des Balles verhindern, sollte der Ball direkt auf dahinterliegende Stahlrohre treffen.
In der Unihockey-Mixed- oder Kleintor-Variante werden hingegen kleine und einfachere Tore ohne Torhüter eingesetzt. Diese Tore haben die Abmessungen (H × B × T) 60 × 90 × 60 cm und besitzen lediglich ein Tornetz. Kleintore sind entweder weiß oder rot gestrichen und meist zusammenklappbar gebaut. Robustere Stahlrohrschweißkonstruktionen sind hier noch eher die Seltenheit.
Kleintore mit den Abmessungen (H × B × T) 40 × 60 × 40 cm als Stahlrohrschweißkonstruktion sind in Skandinavien im breitensportlichen Übungsbetrieb sehr beliebt und weit verbreitet, d. h. man findet solche Tore in fast allen Sporthallen. Kleintore besitzen keine Zertifizierung seitens des Unihockey-Weltverbandes IFF.

## Varianten
In der Entwicklungsgeschichte des Unihockeysports haben sich im Laufe der Zeit, angepasst an z. T. örtliche Gegebenheiten (z. B. Turnhallengröße) oder Spielerambitionen, unterschiedliche Unihockey-Varianten herausgebildet. In Deutschland und Österreich haben sich dabei drei Varianten mit entsprechender Anhängerschaft herausgebildet, die dort regen Zuspruch gefunden haben und von denen ebenfalls situationsabhängig weitere Untervarianten abgeleitet werden können.

### Unihockey-Mixed
Die Unihockey-Mixed- oder Unihockey-Kleintor-Variante ist die Einsteigervariante für Schul- und Vereinsmannschaften, wobei sowohl Mädchen als auch Jungen eine gemischte Mannschaft bilden können. Jeweils zwei Jungen und zwei Mädchen befinden sich von einer Mannschaft gleichzeitig auf dem Spielfeld, das 28 × 16 m misst. Andere Mannschaftsmitglieder befinden sich auf der Auswechselbank und können fliegend eingewechselt werden. Es wird auf kleine Tore mit einer Öffnung von 90 × 60 cm ohne Torwart gespielt, d. h. jeder Spieler ist prinzipiell für die Abdeckung des Tores mitverantwortlich. Vor dem Tor befindet sich ein Schutzraum mit den Abmessungen von 1,90 × 0,90 m, der von keinem Spieler betreten werden darf. In dieser Variante werden regionale als auch überregionale Turniere ausgetragen. Bis 2010 wurden in Deutschland die Deutschen Unihockey-Mixed-Meisterschaften durchgeführt.

### Unihockey-Kleinfeld

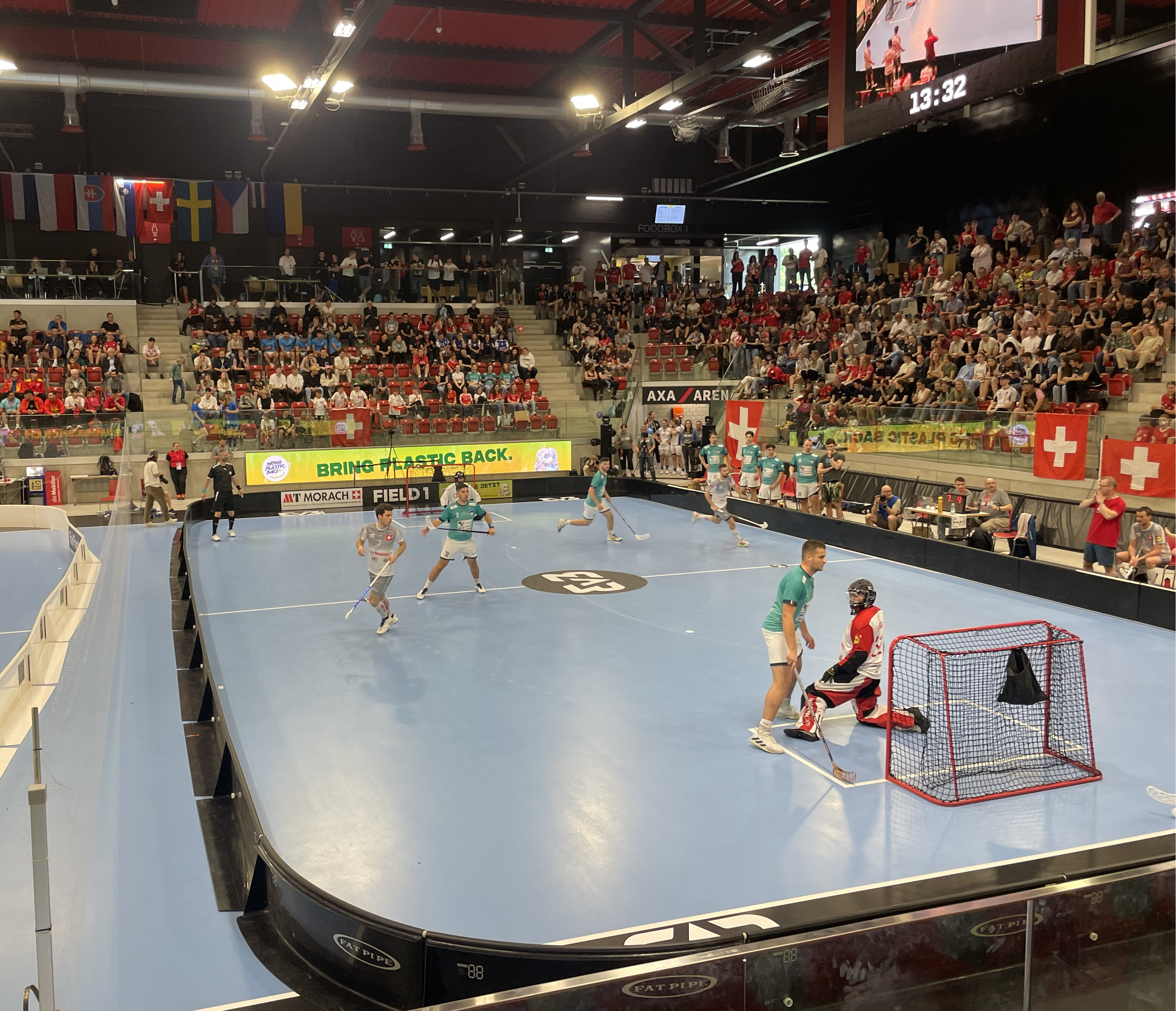
Halbfinal der 3v3-Weltmeisterschaft 2025 auf dem Kleinfeld

Die Unihockey-Kleinfeld-Variante wird mit großen Toren und richtig ausgerüsteten Torhütern auf dem Kleinfeld mit den Abmessungen von mindestens 24 × 14 m gespielt. Die Tore haben eine Öffnung von 1,60 × 1,15 m. Für den Torhüter existiert ein Torraum mit den Abmessungen von 3,0 × 4,5 m, in dem er frei agieren kann. Dem Tor vorgelagert ist der Schutzraum, der von keinem Feldspieler betreten werden darf. Die Bully-Punkte auf der Torverlängerung bzw. der Mittellinie befinden sich einen Meter von der Bande entfernt. Es wird pro Mannschaft mit drei Feldspielern und einem Torwart gespielt. Jede Mannschaft kann aus bis zu 14 Spielern und 5 Betreuern bestehen. Der Abstand zum Gegner einschließlich Ausrüstung (Stock / Schläger) bei einem Freischlag oder Einschlag muss mindestens zwei Meter betragen. In dieser Variante werden in Deutschland und Österreich auf regionaler und überregionaler Ebene Meisterschaften durch einen von den Unihockey-Landesverbänden ausgerichteten Spielbetrieb ausgetragen. Es wird hierbei in Spielklassen unterteilt nach Herren und Damen gespielt. In Norddeutschland und Österreich werden im Juniorenbereich bereits eigene Ligen für U-13, U-15, U-17 und U-19 angeboten, um so möglichst frühzeitig die Spieler mit universellen Fähigkeiten auf dem Spielfeld auszubilden und so ihre spielerische Kompetenz zu entwickeln.
In der Schweiz ist die Kleinfeld-Größe auf 24 × 14 m bemessen. Gleichzeitig können drei Feldspieler und ein Torwart auf dem Feld spielen. Das Kleinfeld-Unihockey wird in der Schweiz in Amateur-Ligen von einer 1. bis zu einer 5. Liga ausgetragen. Zudem spielen auch die Junioren A–E auf dem Kleinfeld. Fürs Kleinfeld gibt es einen separaten Cup-Wettbewerb, den Liga-Cup. Zudem kommen jeweils die vier bestplatzierten der zwei regionalen 1.-Liga-Gruppen in einen best-of-three Playoff-Wettbewerb mit Viertelfinals, Halbfinals und Final. Der Sieger wird als Kleinfeld-Schweizermeister gekürt.

### Unihockey-Großfeld
Die Unihockey-Großfeld-Variante wird ebenso wie die Kleinfeld-Variante mit großen Toren und Torhüter auf dem Großfeld (Handballfeld) mit den Abmessungen von 40 m × 20 m gespielt. Wie im Eishockey spielt ein Team mit fünf Feldspielern und einem Torwart. Die fünf Feldspieler sind beim Standardsystem, dem 2-1-2, in Abwehr und Angriff aufgeteilt, wobei im Angriff noch zwischen Flügelstürmer und Center zu unterscheiden ist. Neben diesem System gibt es noch das 2-2-1 (zwei Verteidiger, ein Center und ein Stürmer auf gleicher Höhe, sowie ein Top-Stürmer), das 1-2-1-1 (ein Libero, zwei Außenläufer, ein Stürmer und ein Top-Stürmer) und das 1-2-2 (Point Auslösung mit Center hinten, Verteidiger auf der Seite und Stürmer).

## Regeln
Ein Spiel dauert dreimal 20 Minuten mit 10 Minuten Spielpause.
Die Regeln des Unihockey sind strenger als die des Eishockey, wobei Eishockey deutlich körperbetonter gespielt wird. Im Unihockey ist nur das Drücken Schultern an Schultern erlaubt. Grundsätzlich darf der Ball nur mit dem Unihockeystock oder (seit der Saison 2023/24) beliebig oft mit dem Fuß gespielt werden. Man darf jedoch kein Tor mit den Füßen erzielen. Spielt ein Spieler den Ball mit seinen Händen oder seinem Kopf, so führt dies zu einem direkten Freischlag. Wenn ein Unihockeyspieler den Ball schießt, muss er darauf achten, dass die Schaufel des Unihockeystocks niemals höher als seine Hüfte ausschwingt. Bei einer hohen Ballannahme darf die Schaufel lediglich bis zu den Knien angehoben werden. Der Stock darf nicht höher als hüfthoch gehoben werden.

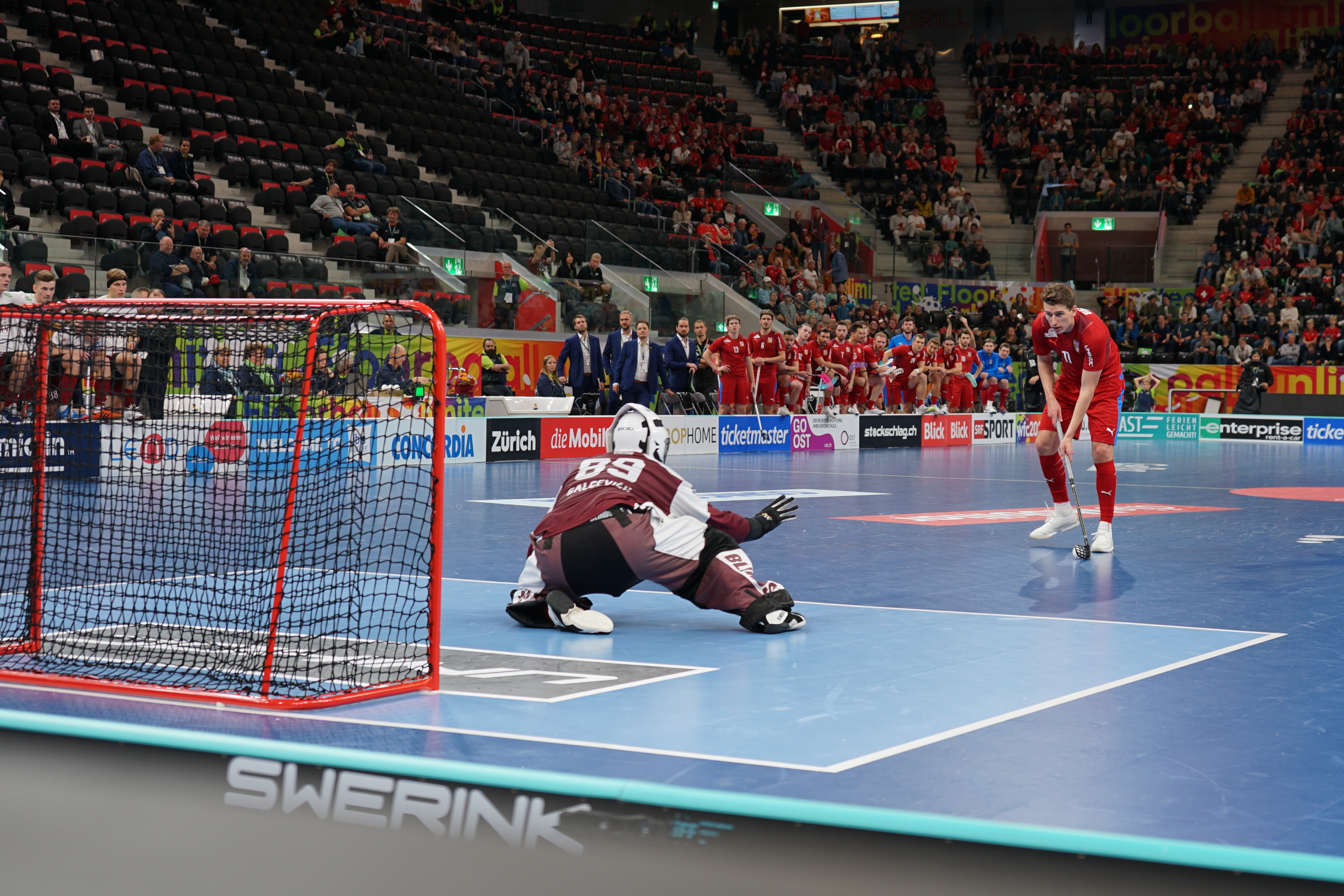
Penalty bei der Weltmeisterschaft 2022 im Spiel Tschechien gegen Lettland

Harter Körpereinsatz (Bandenchecks usw.) wie z. B. im Eishockey ist im Unihockey untersagt, ebenso wie das Drücken und Heben des gegnerischen Stocks. Wenn ein solches Vergehen begangen wird, kann dies unter Umständen mit einer Zwei-Minuten-Strafe geahndet werden, so dass das Team zwei Minuten lang mit einem Feldspieler weniger spielen muss (Powerplay). Für übermäßig harte Vergehen kann auch eine Zwei-Mal-Zwei-Minuten-Strafe ausgesprochen werden. Das Spiel wird nach einem geahndeten Vergehen in der Regel mit einem Freischlag fortgesetzt. Bei diesem ist immer zu beachten, dass das Team, das den Freischlag verursacht hat, Abstand vom Ball hält (Kleinfeld mind. zwei Meter, Großfeld mind. drei Meter). Wenn ein gegnerischer Spieler beim Ausführen des Freischlags zu nahe am Ball ist, folgt eine Zwei-Minuten-Strafe. Bei einem Frei- und Einschlag ist auch darauf zu achten, dass er unverzüglich ausgeführt wird, sonst wird der Freischlag dem anderen Team zugesprochen. Insbesondere untersagt sind Stockschlag und Stockwurf. Wenn durch den Verstoß eine klare Torchance verhindert wird, gibt es einen Penalty, bei dem ein Spieler von der Mittellinie aus loslaufend einen Torversuch ausführen kann. Dabei muss entweder der Ball oder Spieler sich Richtung Tor bewegen.
Sowohl die Feldspieler als auch der Torhüter dürfen jederzeit während des Spiels in unbegrenzter Anzahl und Häufigkeit ausgewechselt werden. Seit der Weltmeisterschaft 2004 ist es dem Torhüter untersagt, den Rückpass eines Mitspielers mit den Händen aufzunehmen. Die Krümmung der Stockschaufel darf nicht mehr als drei Zentimeter betragen, sodass sich damit der Ball nicht zu einfach aufheben und herumtragen lässt.

## Schiedsrichter

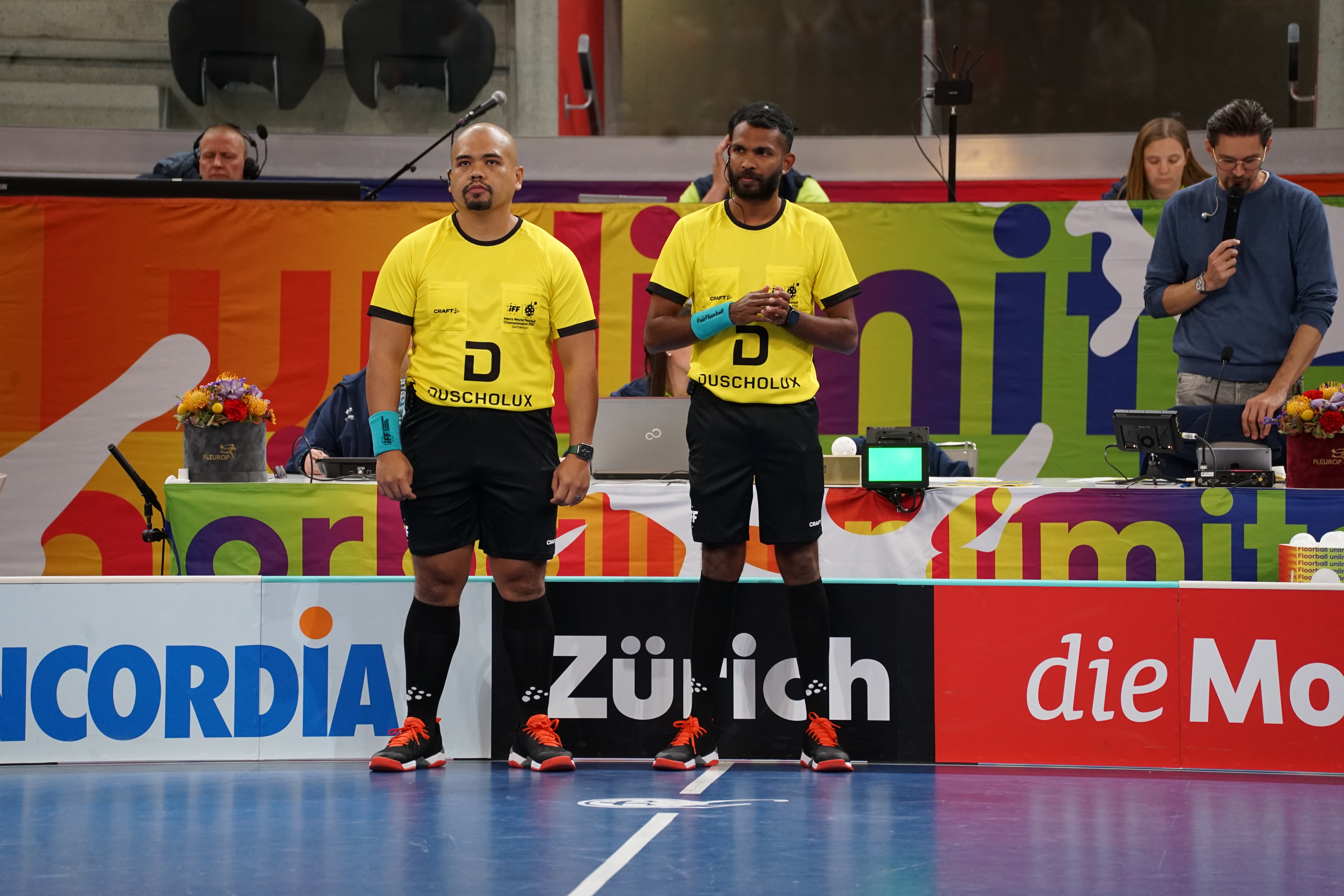
Zwei Schiedsrichter vor Spielbeginn bei der WM 2022

Ein Spiel wird von zwei Schiedsrichtern geleitet. Diese Paare arbeiten oft über viele Jahre zusammen.

## Internationale Turniere

### World Games
Seit 2017 ist Unihockey für Männer Teil der World Games. Bei der ersten Ausgabe gelang es sich Schweden gegen die Schweiz durchzusetzen, bei den World Games 2022 gewann Schweden im Finale gegen Finnland.

### Weltmeisterschaften
Die Unihockey-Weltmeisterschaft wird sowohl für die Männer, als auch die Frauen ausgetragen, wobei diese beiden Weltmeisterschaften jährlich abwechseln. Die erste Austragung der Unihockey-Weltmeisterschaft fand für die Herren 1996 in Schweden statt, die Frauen zogen mit ihrer ein Jahr später in Finnland nach. Rekordsieger bei den Männern ist Schweden, das bisher sechsmal gewinnen konnte vor Finnland, mit drei Erfolgen. Bei den Damen konnte sich bisher ebenfalls Schweden mit fünf Siegen am meisten durchsetzen. Außerdem konnten sich Finnland zweimal und die Schweiz einmal bei diesem Turnier durchsetzen.

### Europameisterschaften
Die Europameisterschaft im Unihockey wurde für die Männer 1994 und 1995 und für die Frauen 1995 ausgetragen, bevor sie durch die Unihockey-Weltmeisterschaft abgelöst wurden. Während das Herrenturnier 1994 und das Damenturnier von Schweden gewonnen wurde, sicherte sich Finnland das Herrenturnier 1995.

### U-19-Weltmeisterschaften
Junioren-Weltmeisterschaften werden seit 2001, Juniorinnen-Weltmeisterschaften seit 2004 als U-19-Weltmeisterschaft jeweils alle zwei Jahre ausgetragen. Sowohl bei den Herren als auch bei den Frauen ist Schweden der Rekordgewinner mit vier bzw. drei Erfolgen. Seit 2003 wird bei den Junioren und seit 2008 auch bei den Juniorinnen eine B-Weltmeisterschaft ausgetragen, die sich mit einem Auf- und Abstiegssystem an die daraufhin gegründeten A-Weltmeisterschaften angegliedert sind und daher die zweite Reihe der Unihockey-Nationen umfasst.

### Europapokal
Der Champions Cup ist der Europapokal für Vereinsmannschaften, der seit 1993 für Männer und Frauen jährlich ausgetragen wird. Bis 2011 hieß er EuroFloorball Cup, der seither nur noch das Turnier der weniger guten europäischen Meister darstellt. Rekordsieger sind mit IKSU Innebandy bei den Frauen und AIK Innebandy, Balrog IK und Warberg IC bei den Männern jeweils schwedische Mannschaften.

### 3vs3-Weltmeisterschaften
Die 3vs3-Weltmeisterschaft werden sowohl für die Männer als auch die Frauen ausgetragen. Die erste Austragung des auf dem Kleinfeld ausgetragenen Turniers fand in Finnland als Rahmenprogramm zur U-19-Junioren-Weltmeisterschaft 2024 statt.

### Africa Floorball Cup
Der Africa Floorball Cup wurde erstmals 2018 in Abidjan für afrikanische Herren- und Frauennationalmannschaften ausgetragen. Bei den Herren und Frauen siegte 2018 Burkina Faso. 2019 siegte Kenya sowohl mit der Frauen- als auch Herrenmannschaft.

## Unihockey in einzelnen Ländern

### Schweiz

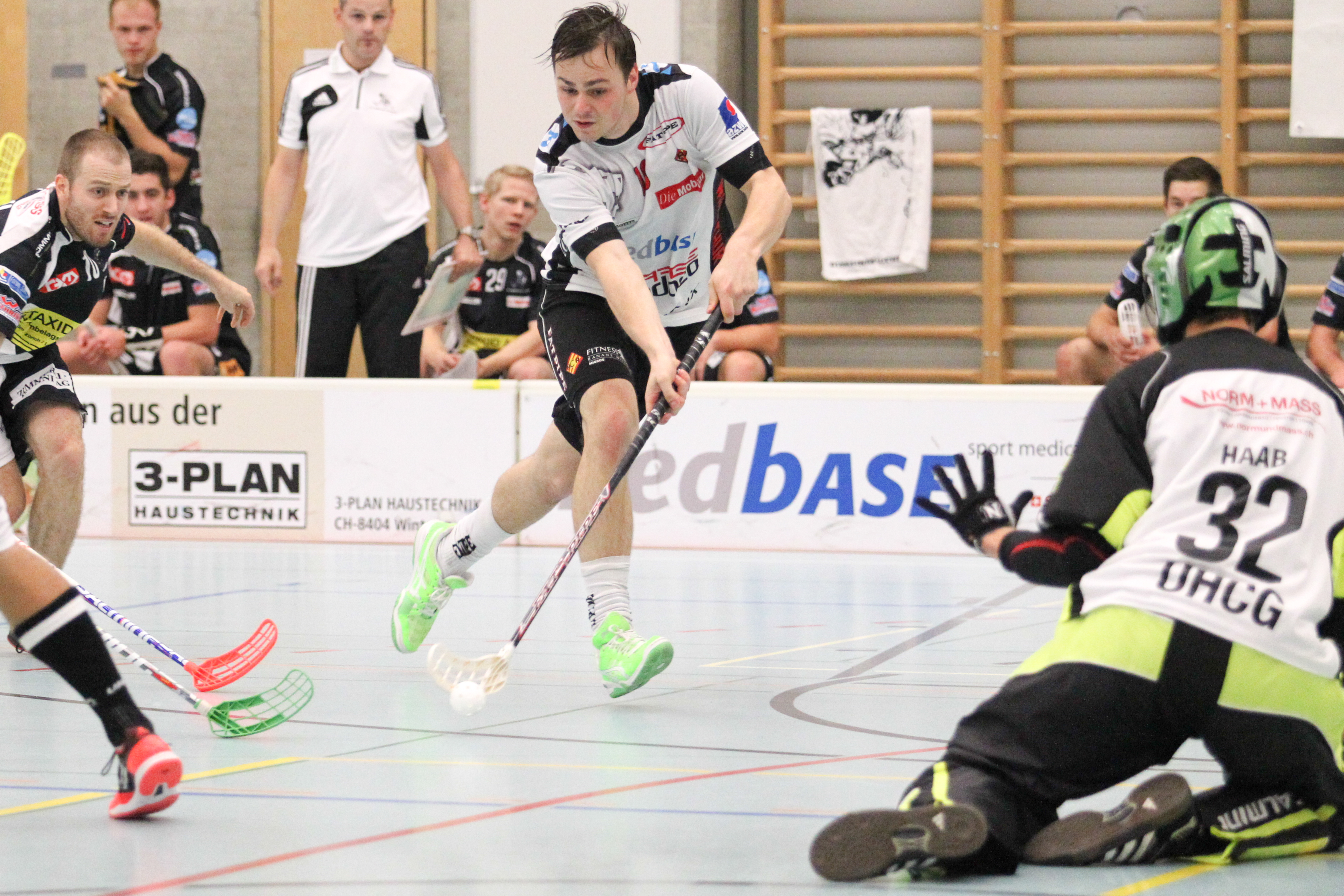
Niklaus Gasmann (HC Rychenberg Winterthur) mit einem Abschluss im NLA-Spiel gegen den UHC Grünenmatt

Bereits 1981 wurde mit dem HC Stein der erste Unihockeyclub in der Schweiz gegründet. Die Schweiz zählte in der Saison 2013/14 30.335 lizenzierte Spieler, somit war dies die erste Saison mit über 30.000 lizenzierten Spielern. Insgesamt gibt es in der Schweiz rund 2150 Teams, die in 419 Vereinen organisiert sind – damit ist die Schweiz die drittgrößte Unihockeynation der Welt. Jedoch ist die Zahl der Vereine rückläufig, da diverse Vereine fusionieren. Unihockey ist mit über 33.000 Spielern (2019) die zweitgrößte Mannschaftssportart der Schweiz, was die Anzahl lizenzierter Spieler betrifft.
Die Hoheit über die Organisation der offiziellen Schweizer Unihockey-Meisterschaft obliegt swiss unihockey, dem Schweizer Unihockey-Verband. Vor dessen Gründung am 20. April 1985 waren die Unihockey-Vereine dem Schweizerischer Landhockey-Verband Swiss Hockey angegliedert, der auch die ersten beiden Schweizermeisterschaften in den Jahren 1983/84 und 1984/85 durchführte. Die Meisterschaft ist in zwei Abteilungen organisiert: In der Abteilung Nationalliga werden die Schweizer-Meister auf dem Großfeld erkoren, in der Abteilung Regionalliga jene auf dem Kleinfeld. Die höchste Liga der Schweiz heißt Lidl Unihockey Prime League, und der Cupwettbewerb heißt Mobiliar Unihockey Cup. Auf Amateurebene existiert mit dem Liga-Cup ebenfalls ein Cupwettbewerb. Seit 2015 wird im Rahmen des Indoor Sports Supercup auch ein Supercup ausgetragen.
Rekordmeister bei den Herren ist der SV Wiler-Ersigen mit 13 Titeln (Stand 2024), gefolgt vom UHC Rot-Weiss Chur, der heute ein Teil von Chur Unihockey ist, mit 12 Titeln. Der amtierende Meister (2024) heißt Zug United. Am meisten Meistertitel vorweisen bei den Damen können die Red Ants Rychenberg Winterthur, die sich 2000 von ihrem Stammverein HC Rychenberg Winterthur getrennt haben, seit einigen Jahren wird die Liga jedoch von den UHC Kloten-Dietlikon Jets (ehemals UHC Dietlikon) und Piranha Chur dominiert. Eine Auflistung aller Schweizer Meister im Unihockey findet sich in der Liste der Schweizer Meister im Unihockey.
Seit 2018 wird jeweils ein Spiel der Unihockeyplayoffs pro Spieltag live von SRF zwei übertragen. Der aktuelle Vertrag mit SRF läuft bis 2028.

### Deutschland

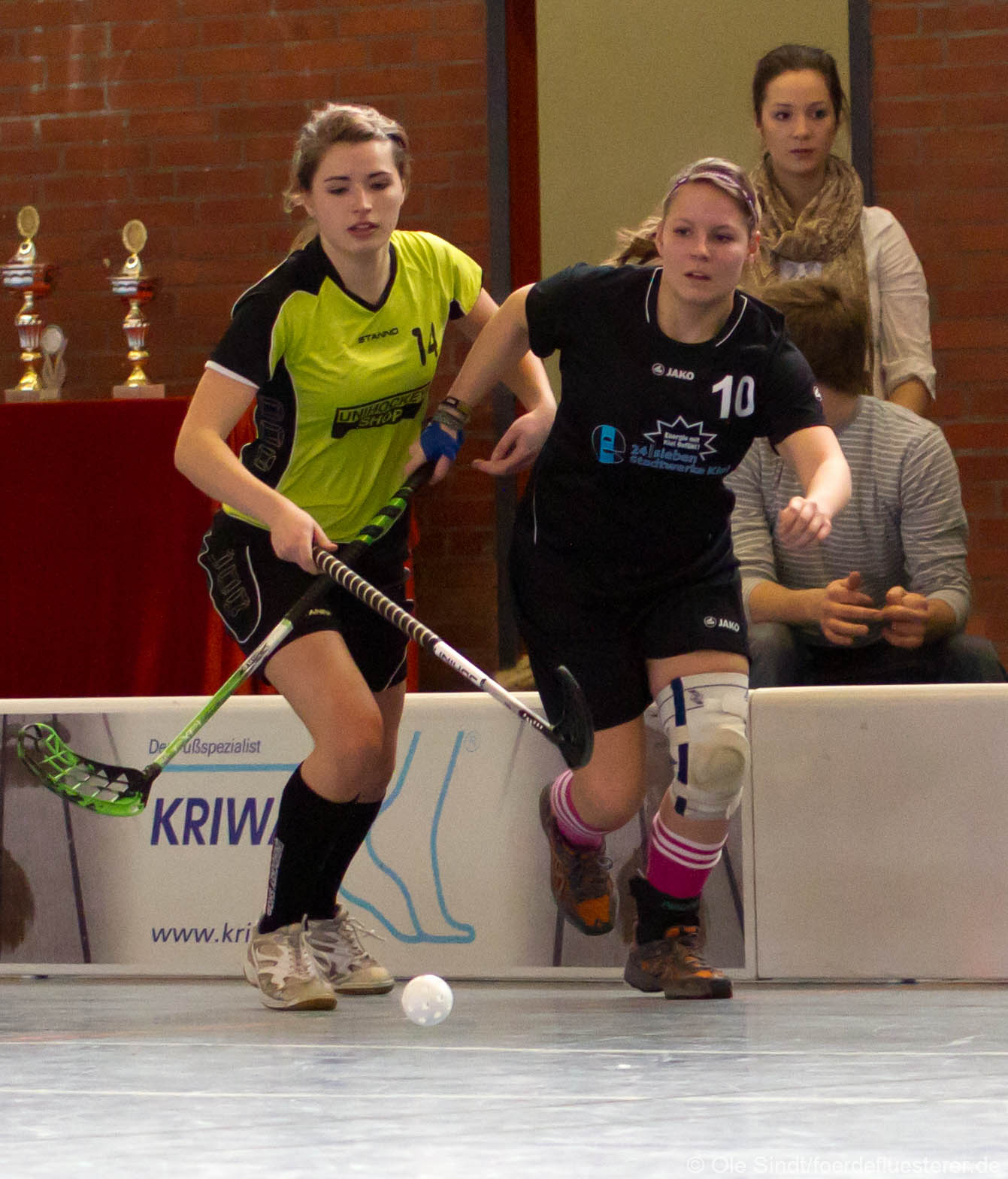
Spielerinnen bei der Landesmeisterschaft 2011 in Kiel

Die Sportart wird in Deutschland offiziell wie international gebräuchlich Floorball genannt. Der nationale Spitzenverband heißt Floorball-Verband Deutschland e. V. (früher: Deutscher Unihockey-Bund). Er wurde am 30. Januar 1992 in Clausthal-Zellerfeld gegründet und hat seinen Sitz in Münster (Westfalen). Die direkten Mitglieder des Verbandes sind die Landesverbände. Floorball Deutschland selbst ist Mitglied im Weltverband International Floorball Federation (IFF) und wurde bei der DOSB-Vollversammlung im Dezember 2014 als 99. Mitglied in den Deutschen Olympischen Sportbund (DOSB) aufgenommen.
Neben den Spielbetrieben der Verbände existieren zahlreiche Unihockey-Turniere in allen drei üblichen Spielformen Mixed, Kleinfeld und Großfeld.
Großfeldturniere in Deutschland haben sich erst in den zurückliegenden Jahren in verschiedenen Bundesländern etablieren können. Teilweise konkurrieren diese Veranstaltungen noch miteinander, allerdings werden sich einige Turniere etablieren und den ansteigenden Bedarf für solche Turniere dauerhaft befriedigen. Das Floorball Festival Cologne ist das zurzeit größte internationale Großfeldturnier in Deutschland und findet jährlich kurz vor Saisonbeginn statt.
Die Sichtung junger Talente erfolgt in fünf U-17-Regionalauswahlen je für Junioren und Juniorinnen. Diese treffen sich zweimal jährlich zur U-17-Trophy, die auch zur Sichtung für die U-17-Nationalmannschaft dient. In einigen Regionen wurden darüber hinaus bereits U-15-Auswahlteams gebildet. Ziel dieser Bemühungen ist es, junge Talente auf breiter Basis an den Spitzensport heranzuführen und die Ressourcen für die U-19-Nationalmannschaften damit zu erweitern.
In zahlreichen Schulen wird auf breitensportlicher Ebene die Mixed-Kleintor-Variante im Sportunterricht oder am Nachmittag in schulischen Arbeitsgemeinschaften gespielt. Wegen des geringen Gewicht des Spielballs können auch Bürgerhäuser und andere Räume, welche keine Sporthallen sind, genutzt werden. Ambitionierte Landesverbände nutzen diese Möglichkeit der Talente- und Mitgliedergewinnung und organisieren zusammen mit den Schulen entsprechend Schulmeisterschaften, die auch zu bundesweiten Meisterschaften führen. Es werden Wettkämpfe in drei unterschiedlichen Wettkampfklassen nach Geburtsjahrgängen gestaffelt (Wk II, Wk III, WK IV) organisiert. Derzeit werden in den Bundesländern Berlin, Bremen, Hamburg, Hessen, Niedersachsen, Sachsen, Sachsen-Anhalt und Schleswig-Holstein jährlich wiederkehrend Schulmeisterschaften mit steigenden Teilnehmerzahlen ausgespielt. In Sachsen, Sachsen-Anhalt und seit 2009 in Schleswig-Holstein erfolgt dies inzwischen unter dem Dach von Jugend trainiert für Olympia (JtfO). Die Sieger und Zweitplatzierten dieser Wettbewerbe spielen beim von Floorball Deutschland ausgerichteten Bundesfinale des Deutschen Schulcups.

#### Floorball statt Unihockey
Auf seiner elften ordentlichen Delegiertenversammlung am 9. August 1997 in Grasleben hat sich der bis dato firmierende Fachverband Deutscher Unihoc Bund e. V. mit Stimmenmehrheit vom Begriff Unihoc verabschiedet und ihn durch Unihockey ersetzt, da Unihoc eingetragener Markenname eines Herstellers von Unihockey Equipment ist. Am 26. September 2009 beschloss der Deutsche Unihockey Bund DUB auf seiner außerordentlichen Delegiertenversammlung in Weißenfels, fortan den Begriff Floorball zu verwenden. Dadurch wurde die Begrifflichkeit der englischen Namensgebung angeglichen. Außerdem werden so Verwechslungen mit Hockey oder Hochschulsport vermieden.

#### Spielbetrieb in Deutschland
Der Floorball-Verband Deutschland organisiert jede Saison diverse Meisterschaften. Die deutschen Floorball-Meisterschaften der Männer und Frauen werden im Ligamodus ausgetragen. Die höchste deutsche Liga ist dabei die Floorball-Bundesliga. Einige Mannschaften sind Abteilungen von Eishockeyvereine, darunter die Eisbären Berlin und die Darmstadt Dukes.
Seit 2008 wird jährlich der FD-Pokal (ehemals DUB-Pokal) ausgerichtet. Für diesen Pokalwettbewerb auf dem Großfeld nehmen sowohl bei den Herren als auch bei den Damen deutsche Mannschaften teil, welche nicht im Ligabetrieb gemeldet sein müssen.
Im Juniorenbereich finden in den Altersklassen U13, U15, U17 für jeweils Junioren und Juniorinnen im Kleinfeld und bei den U15-, U17- und U19-Junioren auch auf dem Großfeld jährliche Endrundenturniere statt.

### Liechtenstein
Im Fürstentum Liechtenstein wird Unihockey vom 1987 gegründeten Verein UHC Schaan betrieben. Dieser nimmt seit der Saison 1989/90 am Ligabetrieb in der Schweiz teil.
Seit 2005 ist der Verband Liechtenstein Unihockey, vertreten durch den UHC Schaan, Mitglied der International Floorball Federation (IFF). Das erste Länderspiel einer Liechtensteinische Unihockeynationalmannschaft ging am 20. August 2005 gegen die Französische Unihockeynationalmannschaft statt mit 3:5 verloren. Im Jahr 2006 nahm Liechtenstein erstmals an der Weltmeisterschaft (Division C) teil. Liechtenstein errang dabei gegen die Südkoreanische Unihockeynationalmannschaft den ersten Sieg in einem Länderspiel.

### Österreich
In Österreich ist die Bezeichnung Floorball üblich, wobei regional auch Unihockey verwendet wird (Vorarlberg, Kärnten). Der erste Unihockeyverein wurde 1994 in Leoben gegründet, 1996 erfolgte die Gründung des Österreichischen Floorball Verbandes (ÖFBV). Der ÖFBV besteht zurzeit aus 53 Mitgliedsvereinen mit rund 3000 Mitgliedern. Diese sind in sieben regionalen Landesverbänden (Wien, Oberösterreich, Steiermark, Kärnten, Salzburg, Tirol und Vorarlberg) organisiert. Seit 1997 ist der ÖFBV Mitglied im internationalen Floorballverband IFF. 1997 wurde bereits die erste Damen-Weltmeisterschaft beschickt. 1998 trat auch das Herren-Nationalteam erstmals bei einer Weltmeisterschaft an. 2007 nahm auch erstmals die U-19 männlich -Nationalmannschaft an der Weltmeisterschaft teil, im Jahre 2010 die U 19 weiblich Nationalmannschaft. Im November 2005 wurde der ÖFBV von der Österreichischen Bundes-Sport-Organisation (Dachverband des Sports in Österreich) offiziell anerkannt. Die ersten nationalen Meisterschaften wurden 1996 für Damen und Herren auf dem Großfeld ausgetragen. In den Jahren 1996 und 1997 bestand die Meisterschaft aus einem Turnier. Eine Herren- und Damen-Liga gibt es seit der Saison 99/00 (Kleinfeld). In den Anfangsjahren spielten Teams aus Slowenien und Italien in der österreichischen Liga mit. Eine Großfeld-Bundesliga wird seit der Saison 2001/02 bei den Herren und seit 2004/05 bei den Damen gespielt. In der Damenliga kämpften anfangs ungarische und slowenische Teams um den Titel mit. Seit der Saison 2006/07 werden österreichweite Nachwuchsmeisterschaften für Junioren ausgetragen, seit der Saison 2010/11 auch für Juniorinnen. (beides Variante Kleinfeld)
Die Kleinfeld Variante wurde seit 2004/05 regional über die Landesverbände organisiert. Die Landesmeister trafen dann in einem Bundesfinale aufeinander und ermittelten den österreichischen Meister. Österreichweit werden auch internationale Kleinfeldturniere veranstaltet, wie zum Beispiel der Rheintalcup oder der Montfortcup. Seit 2007 obliegt dem ÖFBV die Organisation der Kleinfeldstaatsmeisterschaften bei Herren und Damen. Die Mixed-Variante wird in Österreich vor allem an den Universitätssportinstituten angeboten und im Schulsport forciert. Weiters werden einige Mixed-Fun-Turniere von verschiedenen Vereinen organisiert. Das traditionellste seiner Art ist das Leobner Mixed Turnier, welches seit 1995 jährlich stattfindet. Das Austrian Floorball Open, ein internationales Großfeldturnier, wurde von 1999 bis 2010 ausgetragen. Inzwischen gibt es dieses internationale Großfeldturnier aber nicht mehr.

### Italien
In Italien werden seit 2000/01 Meisterschaften im Kleinfeld ausgetragen. Seit der Saison 2001/02 wird auch der Pokal der Frauen und der U-19 vergeben und seit 2002/03 gibt es auch eine Meisterschaft im Großfeld.
| Jahr    | Großfeld    | Kleinfeld             | Pokal der Frauen      | U-19-Junioren         |
| ------- | ----------- | --------------------- | --------------------- | --------------------- |
| 2001    | n.v.        | UHC Varese Wild Boars | n.v.                  | n.v.                  |
| 2001/02 | n.v.        | SSV Bozen             | SSV Bozen             | SSV Bozen             |
| 2002/03 | SSV Bozen   | SC Lions Lajen        | SSV Bozen             | UHC Varese Wild Boars |
| 2003/04 | SSV Bozen   | QT8 Milano            | SSV Bozen             | SSV Bozen             |
| 2004/05 | SSV Bozen   | Skorpions Bozen       | SSV Bozen             | SSV Bozen             |
| 2005/06 | FBC Bozen   | SSV Bozen             | UHC Dolo              | Lokomotiv Sterzing    |
| 2006/07 | Viking Roma | FBC Bozen             | SSV Bozen             | Lokomotiv Sterzing    |
| 2007/08 | FBC Bozen   | FBC Bozen             | SSV Bozen             | Fanatics Gargazon     |
| 2008/09 | SSV Bozen   | FBC Bozen             | SSV Bozen             | Fanatics Gargazon     |
| 2009/10 | FBC Bozen   | FBC Bozen             | Firelions Serenissima | Fanatics Gargazon     |
| 2010/11 | Viking Roma | SV Sterzing           | SV Sterzing           | SV Sterzing           |

## Unihockey-Terminologie
siehe Unihockey-Terminologie